# Puerta de La Circasiana
La Puerta de La Circasiana, conocida también como Arco de La Circasiana, es un monumento de tipo arco de triunfo de la ciudad de Quito D,M, capital de Ecuador. Está ubicado en el centro del flanco norte del Parque de El Ejido, donde remata la avenida Amazonas. Sirvió originalmente como puerta de entrada a los jardines del Palacio de La Circasiana de la familia Jijón y Caamaño, ubicado en las avenidas 10 de Agosto y Colón en el centro norte de Quito.

## Historia
La puerta se ubicaba originalmente al costado oriental del palacio de La Circasiana, por donde transcurre la actual av. 10 de agosto. El palacio (actual sede del Instituto Nacional de Patrimonio Cultural del Ecuador) se construyó en varias fases a partir de 1890 a manera de villa, a las afueras de la ciudad. El portón de ingreso a la propiedad fue comisionado al escultor Luis Antonio Mideros (1898-1970) hacia 1925 y concluido antes de 1940. El diseño de esta puerta de 8 metros de altura y 9 de largo se inspiró en los arcos de triunfo europeos. Por esta razón guarda semejanza con estructuras como del Arco de Constantino, de Roma y el Arco del Triunfo, en París.

Una vez instalada la estructura, llamó inmediatamente la atención de los quiteños de la época que nunca habían visto nada parecido más que en postales, grabados y difusas fotografías de ciudades europeas. Durante varias décadas esta suerte de monumento privado sirvió como acceso principal a los jardines del Palacio de La Circasiana, ubicada en el costado norte de la propiedad.

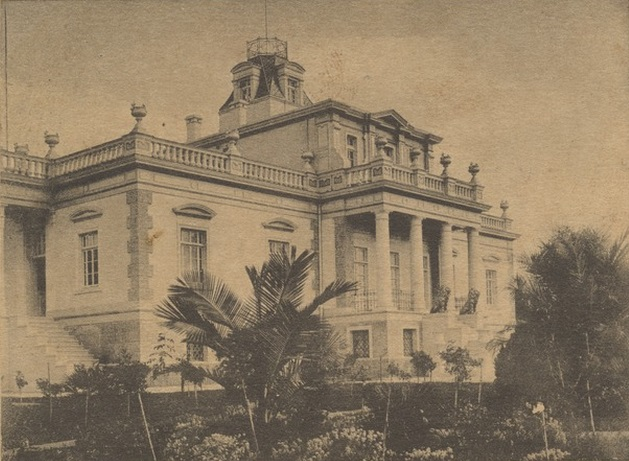
Palacio de La Circasiana (1910).

La familia Jijón donó la puerta al Municipio de Quito en la década de los 80 del siglo XX, debido a ampliaciones viales. Fue trasladada por piezas desde su sitio original hasta el Parque de El Ejido, donde fue cuidadosamente rearmada. La puerta fue ubicada primero en la intersección de las avenidas Patria y 10 de agosto, en la esquina noroccidental del parque, y fue en el año 2000 que el FONSAL decidió su reubicación hacia su emplazamiento actual rematando el rediseño urbanístico de la Avenida Amazonas denominado Paseo del Sol.
Lo particular de este segundo traslado fue que el mismo se realizó sin desmontar el monumento, sino que se lo acarreo de una sola pieza para evitar el desgaste de sus elementos constructivos.
De esta forma el Arco de la Circasiana, como se lo conoce coloquialmente, hoy se encuentra hacia el centro del costado norte del parque, como remate de la importante avenida Amazonas en su intersección con la Avenida Patria.

## Estructura

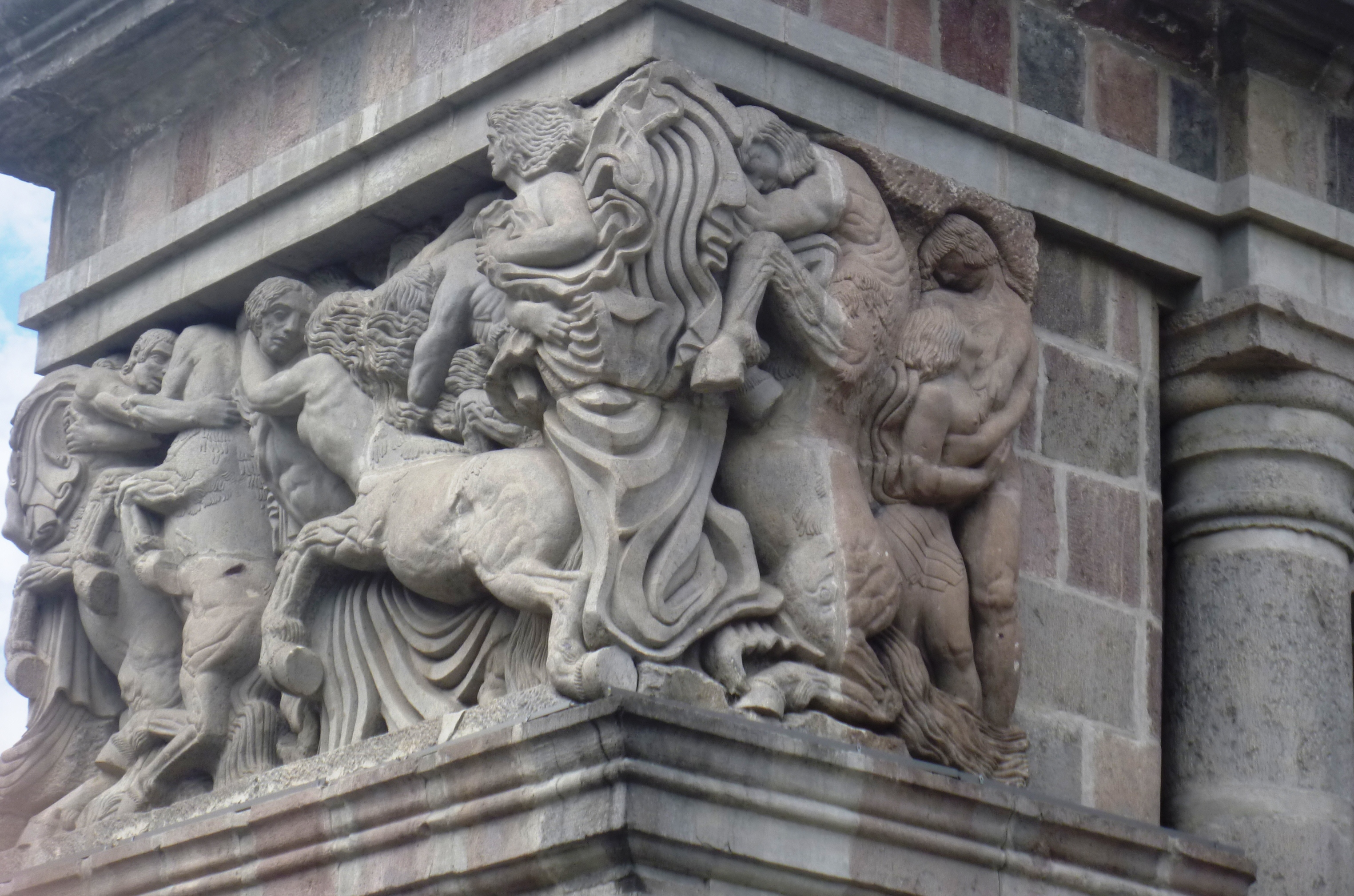
Detalle del bajorrelieve La despedida de los centauros.

La puerta, con un total de ocho metros de alto, presenta una planta rectangular de diez metros de ancho por cinco de profundidad. El arco principal de bóveda de cañón tiene 7.5 metros de alto, y está levantado sobre cuatro pilares decorados con columnas neoclásicas adosadas a cada lado de las caras norte y sur. Además posee dos arcos de cuatro metros de alto en los costados de las caras este y oeste que confluyen en el centro de la estructura del arco principal.
Un ático de dos metros de alto se encuentra sobre la estructura de los arcos, cortándose en el centro de las caras norte y sur, en un espacio de tres metros de ancho que ocupa el alto arco central. A lo largo de este friso se puede apreciar una alegoría en bajo y medio relieve titulada La Despedida de los Centauros, esculpida en piedra andesita por Luis Mideros, y que representa a los seres mitológicos conocidos como Centauros: mitad hombre y mitad caballo y su cortejo, rapto y amoríos con las ninfas, seres también provenientes de la mitología grecolatina. El estilo utilizado en la talla pertenece al modernismo figurativo en boga en la primera mitad del siglo XX en Ecuador y América Latina. Esta alegoría representa las dos más grandes pasiones del ser humano: el amor y la guerra.

Actualmente, la puerta se levanta sobre una plaza semicircular con frente hacia el inicio de la avenida Amazonas, una de las más importantes de la ciudad de Quito. Con semejanza a un bulevar europeo o parisino rematado por un arco triunfal. Por las noches, una sobria iluminación complementa el monumento.

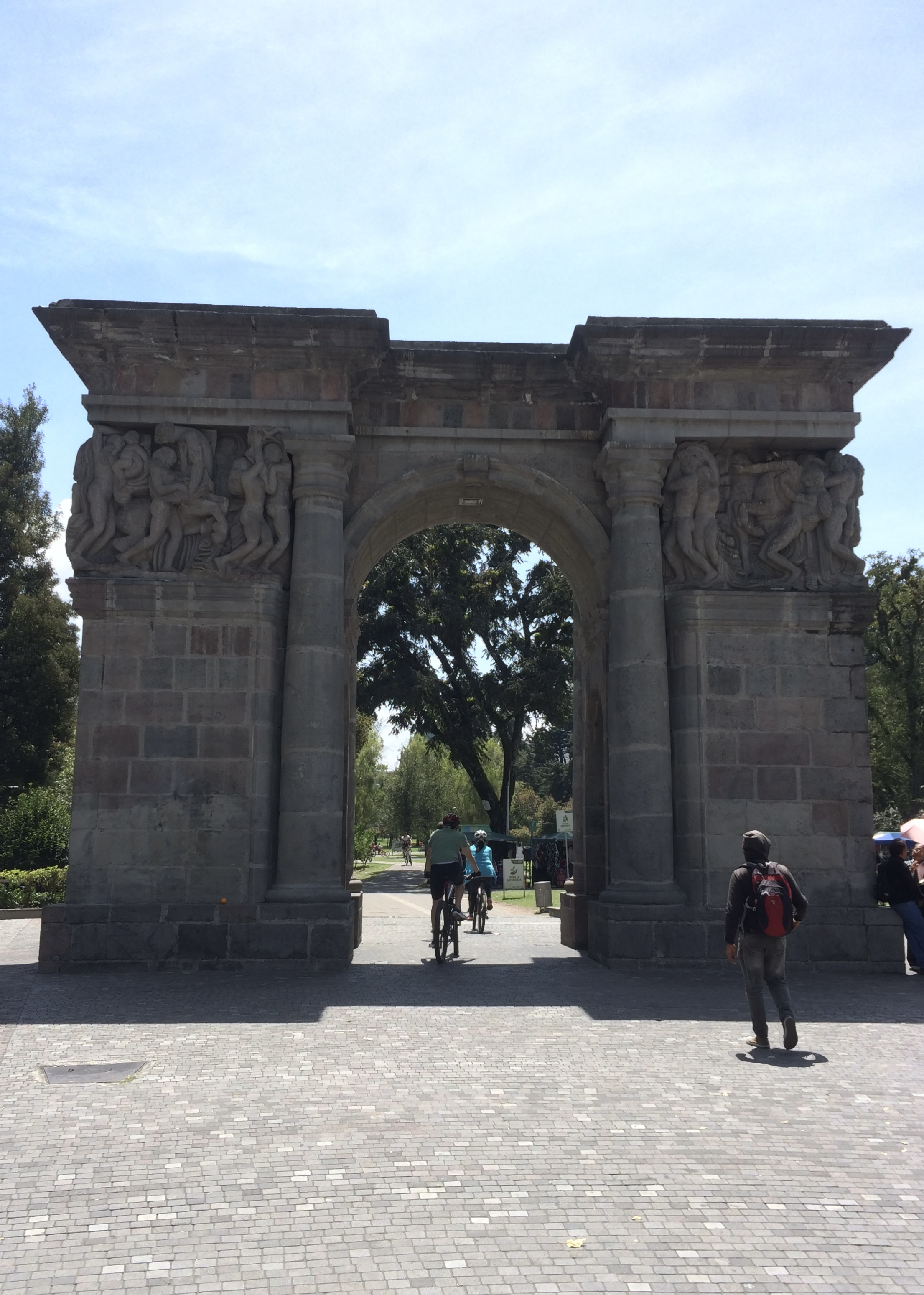
Vista frontal.
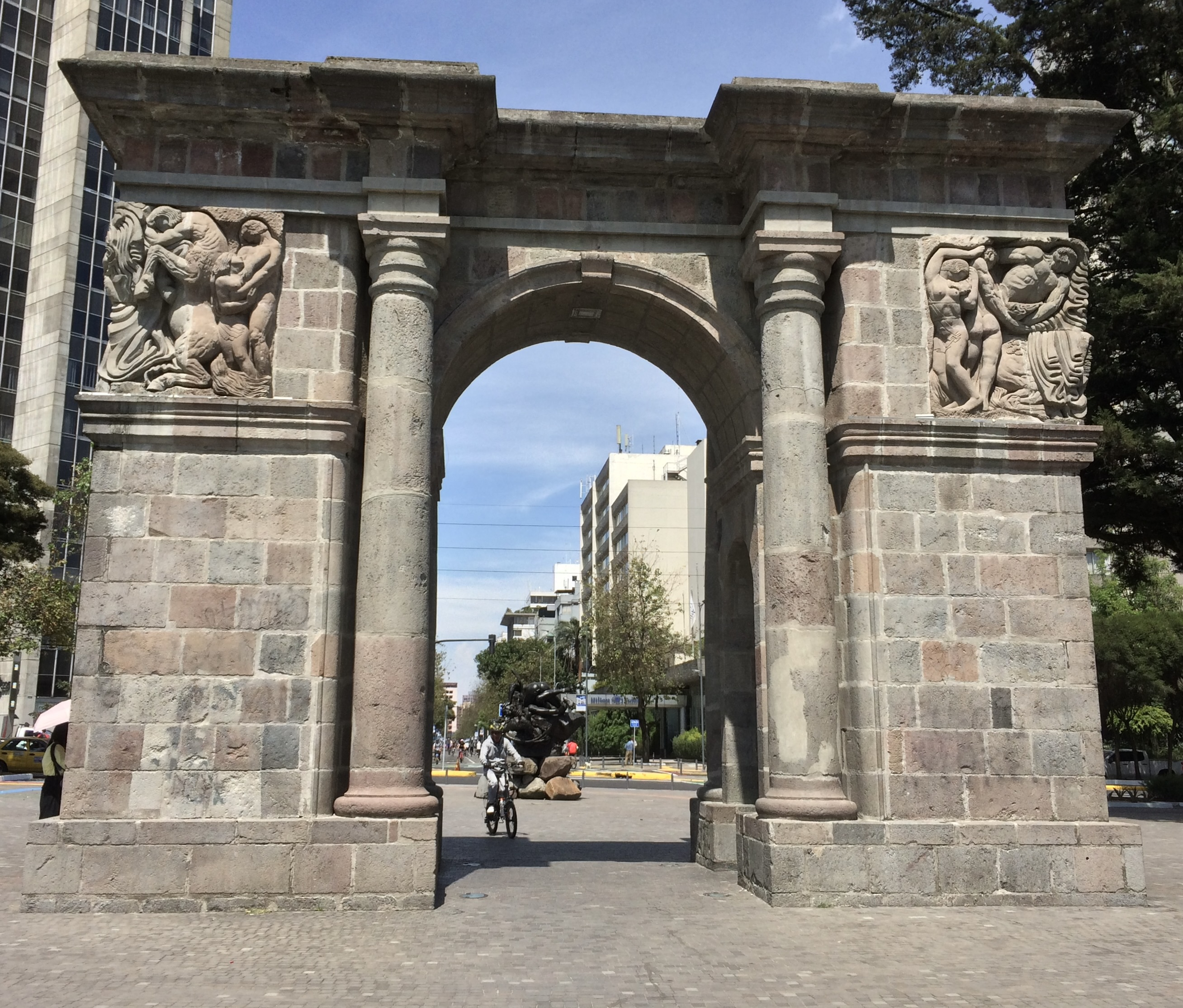
Vista posterior.

## Cotidianidad
La puerta es conocida también como Arco de La Circasiana, especialmente por las nuevas generaciones que desconocen su ubicación primigenia como acceso al Palacete homónimo. Su sombra cobija cada fin de semana a docenas de pintores que exhiben allí sus obras para la venta, convirtiéndose en una suerte de galería de arte al aire libre. Su estructura se divisa varias cuadras desde la avenida Amazonas, por lo que es un importante referente de ubicación. Además, se ha convertido en un sitio de concentración de los grupos de manifestantes que se dirigen desde aquí hacia el Palacio de Carondelet para exigir cambios en las políticas del gobierno de turno.

### Ciclopaseo - Ciclovia en la Puerta de La Circasiana
El Ciclopaseo en Quito, Ecuador, es un proyecto organizado por la Ciclopolis organización local para promover el ciclismo urbano, el transporte sostenible y la construcción de la comunidad en Quito. Una ruta de 30 km que van desde el Norte al Sur de la ciudad está cerrado al tráfico todos los domingos de 8 a. m. a 2 p. m. para dar preferencia a los ciclistas y peatones. El proyecto se ejecuta en cooperación con la Municipalidad y cuenta con diversos lugares de la ciudad de Parque La Carolina, Parque del Ejido, el Centro histórico de Quito, la Avenida Río Amazonas, y El Panecillo. Ciclopaseo en Quito fue fundada por Diego Puente y la organización a cargo en ese período fue Bicciacción bajo la dirección de Diego Puente. Otros colaboradores incluyen la Empresa Pública Metropolitana de Movilidad y Obras Públicas, Acción Ecológica y Club Correcaminos.